# Landratsbezirk Grünberg
Der Landratsbezirk Grünberg war ein Landratsbezirk im Großherzogtum Hessen, in der Provinz Oberhessen, mit Sitz in Grünberg. 1821 gegründet, ging er 1832 im Kreis Grünberg auf.

## Geschichte

### Entstehung
Im Zuge der Verwaltungsreform von 1821 im Großherzogtum wurden auch auf unterer Ebene Rechtsprechung und Verwaltung getrennt und die Aufgaben der überkommenen Ämter in Landratsbezirken – zuständig für die Verwaltung – und Landgerichtsbezirken – zuständig für die Rechtsprechung – neu organisiert. Der Landratsbezirk Grünberg entstand dabei aus:
- dem ehemaligen Amt Grünberg,
- dem Amt Ober-Ohmen der Herrschaft Riedesel, das durch den Staat nun im Auftrag und im Namen der Standesherrschaft verwaltet wurde,
- dem Patrimonialgericht Londorf der Freiherren von Nordeck zur Rabenau und
- dem Patrimonialgericht Winnerod der Freiherren von Schenck zu Schweinsberg.

Die Aufgaben der erstinstanzlichen Rechtsprechung in diesem Bereich wurden dem neu eingerichteten Landgericht Grünberg übertragen, allerdings zunächst ohne die Patrimonialgerichte.

### Weitere Entwicklung
Dem Staat gelang es jedoch, die Hoheitsrechte im Bereich der Verwaltung von den verbliebenen, zunächst noch eigenständig agierenden Patrimonialgerichtsherren nach kurzer Zeit einzusammeln, indem sie mit ihnen entsprechende Verträge schloss:
- 1822 mit den Freiherren von Nordeck zur Rabenau über das Patrimonialgericht Londorf[2] und
- 1823 mit den Freiherren von Schenck zu Schweinsberg über das Patrimonialgericht Winnerod.[3]

### Ende
In der Gebietsreform 1832 wurden die Landratsbezirke aufgelöst und zu größeren Kreisen zusammengelegt. Deren Zuschnitt wurde kurz darauf mit einer weiteren Verordnung festgelegt. Der Landratsbezirk Grünberg wurde dabei mit einem Teil der Gemeinden des vormaligen Landratsbezirks Gießen zum Kreis Grünberg zusammengelegt.